# Малеболджия
Малеболджия (англ. Malebolgia), также Мэлболгия — демон и суперзлодей из комиксов издательства Image Comics, имя которого происходит от «Малеболже» — названия восьмого круга ада в «Божественной комедии» Данте. Он был главным злодеем в номерах с первого по сотый и был хозяином Спауна и одним из Лордов Ада.

## Биография
Считавшийся равным по силе библейскому Сатане, он ответственен за создание Спауна. Со временем выясняется, что Малеболджия— лишь один из многих правителей ада, существо из «Восьмого круга ада», существующее примерно 70000 лет и создающее армию для войны с Раем и Богом. Стоит отметить, что Малеболджия постоянно находился в состоянии войны с правителями прочих кругов Ада, а также не ладил с Маммоном. Малеболджия — один из немногих персонажей «Спауна», которые появлялись за пределами основной серии и её ответвлений. Он отсутствовал, но упоминался, во время восхождения Чепла к власти в Аду, когда тот отобрал власть в Аду у Люцифера и стал Лордом Чеплом — это привело к обширному кроссоверу с участием Пророка, Высшего, Янгбладов, Бригады и других. Люцифер также появлялся в кроссовере «Глория/Анжела», но считается, что он не является Сатаной в кинофильме Спауна. Это делает Малеболджию и Маммона величайшими дьяволоподобными персонажами в «Спауне» до появления собственно Сатаны.

## Смерть
Малеболджия был убит Спауном в сотом выпуске. Спауну была предложена корона властителя Восьмого Круга, и, хоть он отказался, способности Симмонса значительно усилились и он получил власть над самим Адом. Стало ясно, что Маммон обладает гораздо большей властью в Аду, чем Малеболджия.

## Способности
Малеболджию уважали и боялись как могущественнейшего из правителей, и, следовательно, де-факто правителя Ада. В его способности входят умение поднимать мертвецов, манипуляция материей, сверхсила, восстанавливающие способности, а также изменять внешность и насылать галлюцинации. Его положение в иерархии Ада наделяет его обширной властью в Восьмом Круге. Его владение некроплазмой дает ему уникальную возможность создавать Хеллспаунов, и за время своего правления он создал невероятно большую и могучую армию, с которой не смог бы справиться ни он сам, ни Рай.

## Вне комиксов

### Фильм
- В фильме «Спаун» Малеболджию озвучивает Фрэнк Уэлкер.

### Телевидение
- Малеболджия не появляется в анимационном сериале про Спауна, но неоднократно упоминается.

### Видеоигры
- В игре «Spawn: Armageddon» его озвучивает Дэвид Соболов.
- В игре Soul Calibur одна из фраз бойца Spawn перед началом боя звучит как "Melbolgia just you wait"
- В игре Mortal Kombat 11 упоминается Спауном и Цетрион в диалогах
- В игре Mortal Kombat 11 фигурирует в одном из ликований Спауна

### Музыка
- Малеболджии посвящена песня The Last Laugh на альбоме «The Dark Saga» группы Iced Earth, который посвящён Спауну.